# OrangeAcademy
La OrangeAcademy, conocida hasta 2017 como Weißenhorn Youngstars es un equipo de baloncesto alemán con sede en la ciudad de Weißenhorn, que compite en la ProB, la tercera división de su país. Disputa sus partidos en el Dreifachturnhalle, con capacidad para 800 espectadores. Es el filial del ratiopharm Ulm.

## Nombres
- FV Weißenhorn (1994-2006)
- BC Groer Recycling Weißenhorn (2006-2008)
- BC Scholz Recycling Weißenhorn (2008-2010)
- BG Illertal (2010-2012)
- Weißenhorn Youngstars (2012-2017)
- OrangeAcademy (2017- )

## Posiciones en Liga
| Temporada | Nivel | Liga         | Pos. | Resultado        |
| --------- | ----- | ------------ | ---- | ---------------- |
| 2008-09   | 4     | Regionalliga | 1º   | Ascenso          |
| 2009-10   | 3     | ProB         | 6    |                  |
| 2010-11   | 3     | ProB         | 6    |                  |
| 2011-12   | 3     | ProB         | 11   |                  |
| 2012-13   | 3     | ProB         | 3    | Semifinalista    |
| 2013-14   | 3     | ProB         | 10   |                  |
| 2014–15   | 3     | ProB         | 2    | Cuartos de final |
| 2015–16   | 3     | ProB         | 6    | Cuartos de final |
| 2016–17   | 3     | ProB         | 2    | Ascensocampeón   |
| 2017-18   | 2     | ProA         | 16   | DEscenso         |
| 2018-19   | 3     | ProB         | 7º   |                  |

## Palmarés
- Subcampeón de la ProB (Grupo Sur)

2015
- Semifinales de la ProB

2013
- Subcampeón de la Regionalliga (Grupo Suroeste-Norte)

2008

## Jugadores destacados
| - Asmir Bleković - Alexandar Grahovać - Jordan Baker - Hrvoje Oroz - Mirko Soyer - Carlos Cerdán - Yann Balikouzou - Myles Hesson - Nico Adamczak - Daniel Albus - Tom Alte - Markus Bretz - Luca Breu - Brian Butler - Joschka Ferner - Sören Fritze - Kay Gausa - Till-Joscha Jönke - Tim Kraushaar - Jonathan Maier - Nils Mittmann - Till Pape | - Björn Rohwer - Marco Schlafke - Kai Schlüter - Lars Schlüter - Tim Steiner - Daniel Theis - Timo Volk - Andreas Wenzl - Michael Wenzl - Mate Fazekas - Marcell Pongo - Daniele Aniello - Antonio Anderson - Christopher Anderson - Will Barnes - Devon Baulkman - Calvin Brock - Rasheed Carter - Janon Cole - Al-Ricardo Elliott - Barkley Falkner - Harlan Fuller | - Adrick Hills - Randal Holt - Pe'shon Howard - Kejuan Johnson - Dominique Jones - Raheim Lamb - Mike Mercer - Monyea Pratt - Marvin Rashad - Kevin Shorter - Terris Sifford - Travis Snell - DeUndrae Spraggins - Bubba Tolliver - Dustin Ware - Marcus Washington - Christopher Williams - Edward Williams - Lorenzo Williams - Trey Williams - Eugene Wright - Besnik Bekteshi | - David Krämer - Nemanja Kekić - Mario Simić - Gianni Costantiello - Bozo Krncević - Nikola Stevanović - Tomas Bohinć - Maksym Shtein - Michael Crowell - Gene Hagner - Peter Heizer - Frank McCollum - Cody Toppert - Georgio Milligan - Greg Miller |